# Перес, Нарьюри
Нарьюри Александра Перес Реверон (исп. Naryury Alexandra Pérez Reveron; род. 29 сентября 1992 года) — венесуэльская тяжелоатлетка, призёрка панамериканских чемпионатов, серебряный призёр Панамериканских игр. Участница летних Олимпийских игр 2016 и 2020 годов.

## Карьера
С 2010 года выступает на международных соревнованиях по тяжёлой атлетике.
В 2015 году на Панамериканских Играх в Торонто она выступала в весовой категории свыше 75 кг и заняла итоговое 2-е место с общей суммой 258 кг.
В 2016 году она приняла участие в летних Олимпийских играх в Рио-де-Жанейро в весовой категории свыше 75 кг. Не смогла квалифицироваться, в толкании штанги не зафиксировала результат. 
На Панамериканском чемпионате 2017 года спортсменка из Венесуэлы стала четвёртой.  
На Панамериканском чемпионате 2018 года в Санто-Доминго, она становится третьей в весовой категории до 90 кг с итоговым весом 244 кг.
На чемпионате мира 2018 года в Ашхабаде Нарьюри занимает пятое место в категории до 87 кг.   
В 2019 году на чемпионате мира в Паттайе завоёвывает малую бронзовую медаль в упражнении рывок с результатом 110 кг. В итоговом протоколе стала пятой (250 кг).